# 1998年中華民國直轄市市長暨市議員選舉
1998年中華民國直轄市市長暨市議員選舉，是中華民國的兩個直轄市（臺北市、高雄市）之市長及市議員進行全面改選的選舉，於1998年12月5日進行投票。本次選舉是繼1997年縣市長選舉後的第二次全國性選舉，被視為對李登輝政府的第二輪信任投票。另外還具有2000年總統選舉前哨戰的重大意義，故各政黨都傾全黨之力進行輔選，再加上中國國民黨與民主進步黨兩黨候選人皆實力相當，以致選戰極為激烈，選情一直到投票前一天仍混沌不明；最後，兩市現任市長均以不大的差距落選，其中國民黨高雄市市長吳敦義以四千票之差未能連任更令眾人跌破眼鏡。此次選舉與1997年縣市長選舉，同為民進黨在2000年總統選舉的中央政府政黨輪替奠定基礎。

## 概論
各直轄市之市長選舉當選者及次高票者之名單（競選連任者以粗體字標示）：
| 直轄市 | 當選者（登記政黨）    | 次高票者（登記政黨）  |
| ------ | --------------------- | --------------------- |
| 臺北市 | 馬英九（ 中國國民黨） | 陳水扁（ 民主進步黨） |
| 高雄市 | 謝長廷（ 民主進步黨） | 吳敦義（ 中國國民黨） |

各直轄市之市議員選舉席次：
| 政黨         | 臺北市 | 高雄市 |
| ------------ | ------ | ------ |
| 中國國民黨   | 23席   | 25席   |
| 民主進步黨   | 19席   | 9席    |
| 新黨         | 9席    | 1席    |
| 新國家連線   | 0席    | -      |
| 建國黨       | 0席    | 0席    |
| 台灣綠黨     | 0席    | -      |
| 中國婦女黨   | 0席    | -      |
| 無黨籍及其它 | 1席    | 9席    |

## 臺北市

### 選舉結果

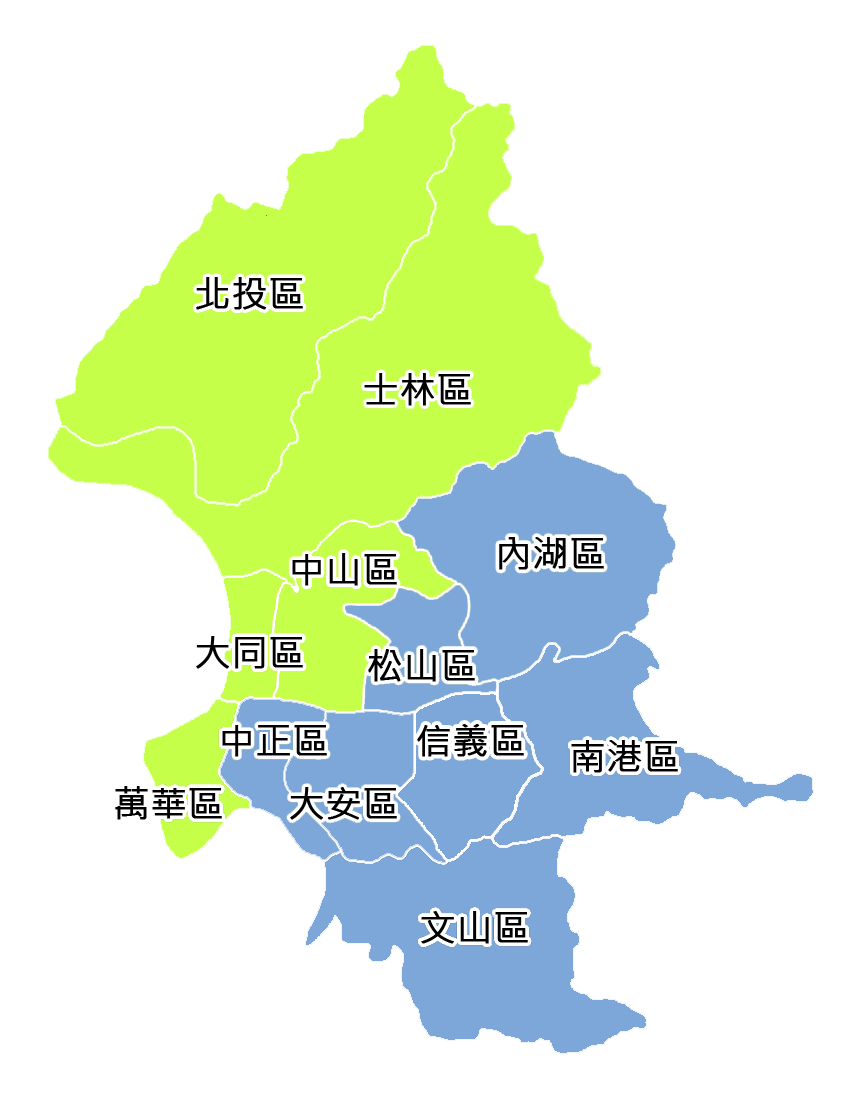
1998年中華民國臺北市市長選舉結果：
馬英九領先但得票率小於60%。
陳水扁領先但得票率小於60%。

臺北市長選舉中，執政四年、市民滿意度高達八成的陳水扁尋求連任，中國國民黨提名前法務部部長、原先一再強調不參選的馬英九，而新黨則推出前財政部部長王建煊參選。
選舉結果顯示，馬英九以七萬餘票之差擊敗陳水扁、王建煊。對於陳水扁的落選，除了國民黨、新黨部分外省人選民選前成功操作的棄保效應（棄王保馬）、反陳水扁勢力的票源回流集中至馬英九等因素外，也由於陳水扁於市長任內所推動的政經革新過於強勢，包括公務官僚體系改革、處理政治人物違章建築、處理十四及十五號公園預定地違章建築、廢公娼問題，及進行掃黃、大掃黑等，引起市民反彈。
而選前總統李登輝公開支持馬英九，並與馬英九互相以台語對答「馬先生阿，告訴我你是哪裡人阿？」「報告總統，我是吃臺灣米、飲臺灣水的新臺灣人啦！」更造成部分本土選民流向馬英九。
臺北市議員選舉中，國民黨搶下二十三席，比前一屆多三席；民進黨則贏得十九席，比前一屆多四席。另外，新黨則因西瓜效應（馬英九母雞帶小雞）造成選票壓縮，由十一席減至九席，其餘一席則由無黨籍人士獲得。

#### 市長
| 號次 | 黨籍       | 姓名   | 得票    | 得票率 | 當選 |
| ---- | ---------- | ------ | ------- | ------ | ---- |
| 1    | 中國國民黨 | 馬英九 | 766,377 | 51.13% |      |
| 2    | 民主進步黨 | 陳水扁 | 688,072 | 45.91% |      |
| 3    | 新黨       | 王建煊 | 44,452  | 2.97%  |      |

總選舉人數1,868,860人，出席投票者1,511,635人，投票率為80.89%。

#### 市議員
| 政黨         | 共52席 | 共52席  | 共52席 |
| ------------ | ------ | ------- | ------ |
| 政黨         | 席次   | 得票數  | 得票率 |
| 中國國民黨   | 23     | 589,907 | 40.1%  |
| 民主進步黨   | 19     | 455,613 | 31.0%  |
| 新黨         | 9      | 273,195 | 18.6%  |
| 新國家連線   | 0      | 27,282  | 1.9%   |
| 建國黨       | 0      | 9,633   | 0.7%   |
| 臺灣綠黨     | 0      | 22,274  | 1.5%   |
| 中國婦女黨   | 0      | 923     | 0.1%   |
| 無黨籍及其它 | 1      | 92,966  | 6.3%   |

總選舉人數1,864,314人，出席投票者1,507,844人，投票率為80.88%。

## 高雄市

### 選舉結果

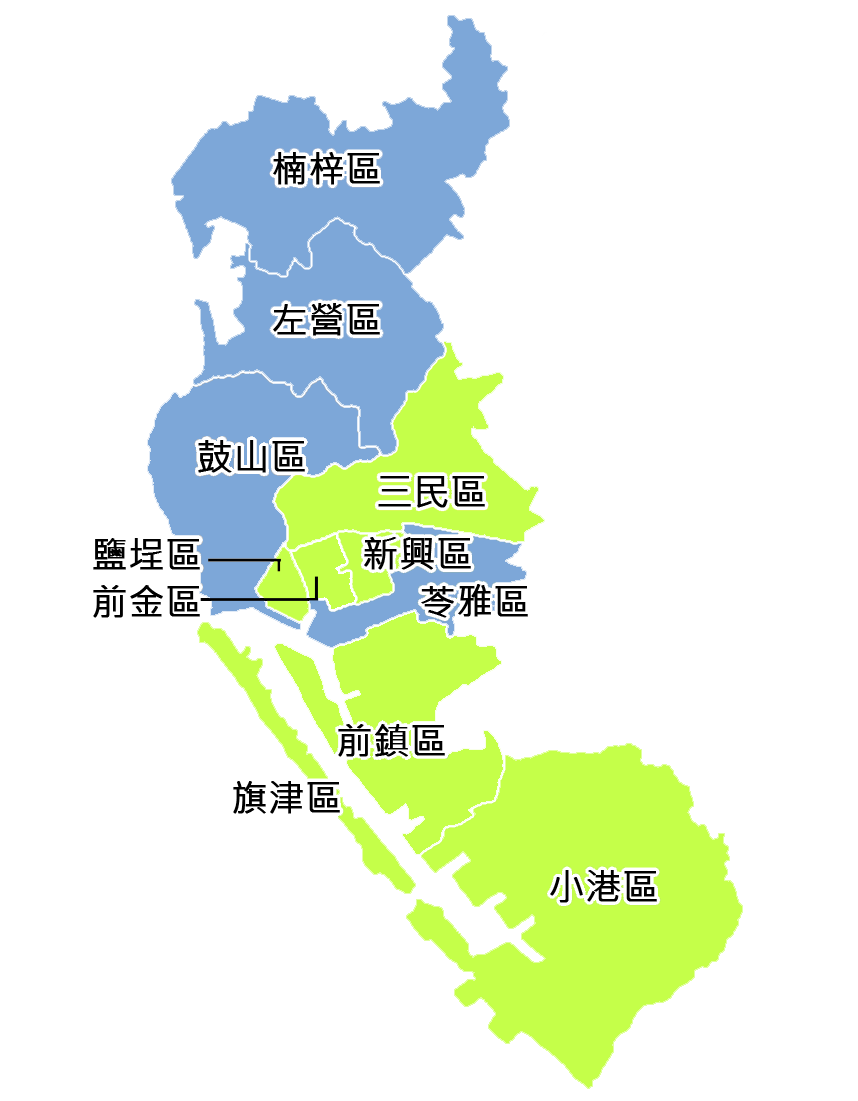
1998年中華民國高雄市市長選舉結果：
謝長廷領先但得票率小於百分之六十。
吳敦義領先但得票率小於百分之六十。

民進黨內爭取高雄市長有時任臺北市民政局長的陳哲男、以及曾參選副總統選舉的謝長廷。謝長廷在總統大選敗選後到高雄謝票，在出席一場「彭友會」活動中，教授林山田致詞時冒出：「歡迎謝長廷到高雄選市長」，全場爆出熱烈掌聲。使謝長廷開始思考到高雄發展的可能，他先徵詢黨內的高雄在地人意見，結果高雄的立委李慶雄、張俊雄等人都表達鼓勵之意。為示決心，他立即在高雄買房子、遷戶口，當時他在高雄認識的人加起來還不到五十人。:126-127
初選前夕，陳哲男宣布退選，後升任臺北市政府秘書長，被視為時任臺北市長的陳水扁介入協調，對當年謝長廷退出臺北市長初選的投桃報李之舉。:150陳哲男退出初選後，謝長廷於1998年3月底，和高雄市議員吳昱輝參加第一階段黨內初選，謝長廷以八比二的黨員投票數贏得勝利，幾天後，吳昱輝退出第二階段初選，謝長廷正式成為民進黨高雄市長提名人。:150
現任市長吳敦義一開始就出現與高雄在地派系不和的跡象。1998年7月1日，當民進黨候選人謝長廷拜訪時任總統府資政、前高雄市長王玉雲。四年前曾經擔任吳敦義競選總部主委的王玉雲當著謝長廷的面批評吳敦義過河拆橋，並建議謝長廷，不要玩弄權謀，做人要講情義。被視為意有所指。
由於選前代表民進黨參選高雄市議員的吳敦義前秘書陳春生召開發佈會指控吳敦義與女記者之間曖昧的錄音帶，導致吳敦義選情急轉直下。在高雄市長的選舉中，民進黨提名的謝長廷最後以四千五百多票的微小差距，擊敗了尋求連任的吳敦義。事後，錄音帶被證明是變造的。陳春生誣指謝長廷提供變造錄音帶給他，涉嫌誹謗謝的名譽，經最高法院判刑一年四個月，後減刑為八個月確定。
由於謝長廷為了勸白曉燕命案兇嫌陳進興投降，因此答應任陳妻張素真的辯護律師。此舉造成白冰冰不滿，吳敦義陣營也藉題發揮。選前於高雄市內狂播放白冰冰痛罵謝長廷「不是人」的錄音。反而引起高雄人認為人身攻擊太過分，被視為吳敦義敗選原因之一。:152
而在高雄市議員選舉方面，國民黨贏得二十五席，比前一屆多兩席。民進黨則贏得九席，比前一屆減少兩席。另外，新黨則由兩席減至一席，其餘九席則由無黨籍人士贏得。

#### 市長
| 號次 | 黨籍       | 姓名   | 得票    | 得票率 | 當選 |
| ---- | ---------- | ------ | ------- | ------ | ---- |
| 1    | 新黨       | 吳建國 | 6,457   | 0.81%  |      |
| 2    | 無黨籍     | 鄭德耀 | 18,699  | 2.35%  |      |
| 3    | 民主進步黨 | 謝長廷 | 387,797 | 48.71% |      |
| 4    | 中國國民黨 | 吳敦義 | 383,232 | 48.13% |      |

總選舉人數1,004,872人，出席投票者807,996人，投票率為80.41%。

#### 市議員
| 政黨         | 共44席 | 共44席  | 共44席 |
| ------------ | ------ | ------- | ------ |
| 政黨         | 席次   | 得票數  | 得票率 |
| 中國國民黨   | 25     | 357,163 | 45.2%  |
| 民主進步黨   | 9      | 211,954 | 26.8%  |
| 新黨         | 1      | 30,363  | 3.8%   |
| 建國黨       | 0      | 14,707  | 1.9%   |
| 無黨籍及其它 | 9      | 176,308 | 22.3%  |

總選舉人數1,002,480人，出席投票者806,491人，投票率為80.45%。